# 君のもとへ
「君のもとへ」（きみのもとへ）は、KATSUMIの9枚目のシングル。

## 解説
前作「君と出会えたこの場所」から僅か2ヶ月後のインターバルで発売された。
同年開催ツアー「CONCERT TOUR '93 FORCE」にて先行披露された。
「君のもとへ」はギタリスト是永巧一を迎え制作された「君のもとへ (K's version)」という音源が存在する。
プロモーション用にシングルCDが制作されたが、一般流通しているCDには一切収録されていない。
唯一、3rdVHS『Chain Reaction』に、その音源が収録されており、聴くことができるが、曲名クレジットには(K's version)とは記されていない。

## 収録曲
全作詞：渡辺克巳／作曲：石川洋／編曲：武部聡志
1. 君のもとへ
  - TBSテレビ『ムーブ』エンディングテーマ
  - 花王「ビオレ」CFイメージソング
2. EVERY TIME YOU WALK
  - 4thオリジナル･アルバム『FORCE』収録曲。
3. 君のもとへ （Original Karaoke）